# Sorot
Le Sorot (en russe : Сороть) est une rivière qui coule dans l'oblast de Pskov en Russie occidentale. C'est un affluent de la Velikaïa en rive droite, donc un sous-affluent de la Narva par la Velikaïa, puis le lac de Pskov et le lac Peïpous.

## Géographie
Le Sorot est long de 80 km et draine un bassin versant de 3 910 km2.
Le Sorot prend naissance à l'est de l'oblast de Pskov, en tant qu'émissaire du lac Mikhalkinsk. Il se dirige grosso modo de l'est vers l'ouest, avant de se jeter en rive droite dans la Velikaïa, dont les eaux se  déversent dans la Narva, via le lac Peïpous.
Il traverse une grande partie de la réserve de Mikhaïlovskoïe qui inclut l'ancien domaine familial de l'écrivain Alexandre Pouchkine.